# برنارد هايتينك
برنارد جوهان هيرمان هايتنك سي (معروف ك برنارد هايتينك) (4 مارس 1929 - 21 أكتوبر 2021)، هو موسيقار مُلحن قائد فرقة موسيقية وعازف الكمان هولندي. شغل مناصب كقائد رئيسي للعديد من الأوركسترات الدولية، بدءًا من الأوركسترا الملكية كونسيرت خيباو منذ عام 1961. انتقل إلى لندن، كقائد رئيسي لأوركسترا لندن الفيلهارمونية من 1967 إلى 1979، وأيضًا مدير الموسيقى في أوبرا غليندبورن من 1978 إلى 1988، ودار الأوبرا الملكية، من 1987 إلى 2002، عندما أصبح القائد الرئيسي لأوركسترا «Staatskapelle» دريسدن. أخيرًا، كان القائد الرئيسي لأوركسترا شيكاغو السيمفونية من 2006 إلى 2010. كان تركيز تسجيله الغزير على السيمفونيات الكلاسيكية وأعمال الأوركسترا، لكنه قاد أيضًا عروض الأوبرا. أجرى 90 حفلًا موسيقيًا في ºThe Proms في لندن، وآخرها في 3 سبتمبر 2019 مع أوركسترا فيينا الفيلهارمونية. تشمل جوائزه جوائز جرامي وجائزة جراموفون لعام 2015 عن إنجازاته طوال حياته.

## حياته
ولد هايتنك في 4 مارس 1929 في أمستردام، هو ابن ويليم هايتينك، موظف حكومي أصبح فيما بعد مديرًا لمجلس الكهرباء بأمستردام، والسيدة آنا كلارا فيرشافيلت التي عملت في أليانس فرانسيز. درس الكمان وقيادته مع فيليكس هوبكا، الذي قاد أوركسترا المدرسة، في كونسرفتوريوم فان أمستردام. ثم عزف على الكمان في الأوركسترا قبل أن يأخذ دورات تدريبية في الإدارة تحت قيادة فرديناند ليتنر في عامي 1954 و 1955. 

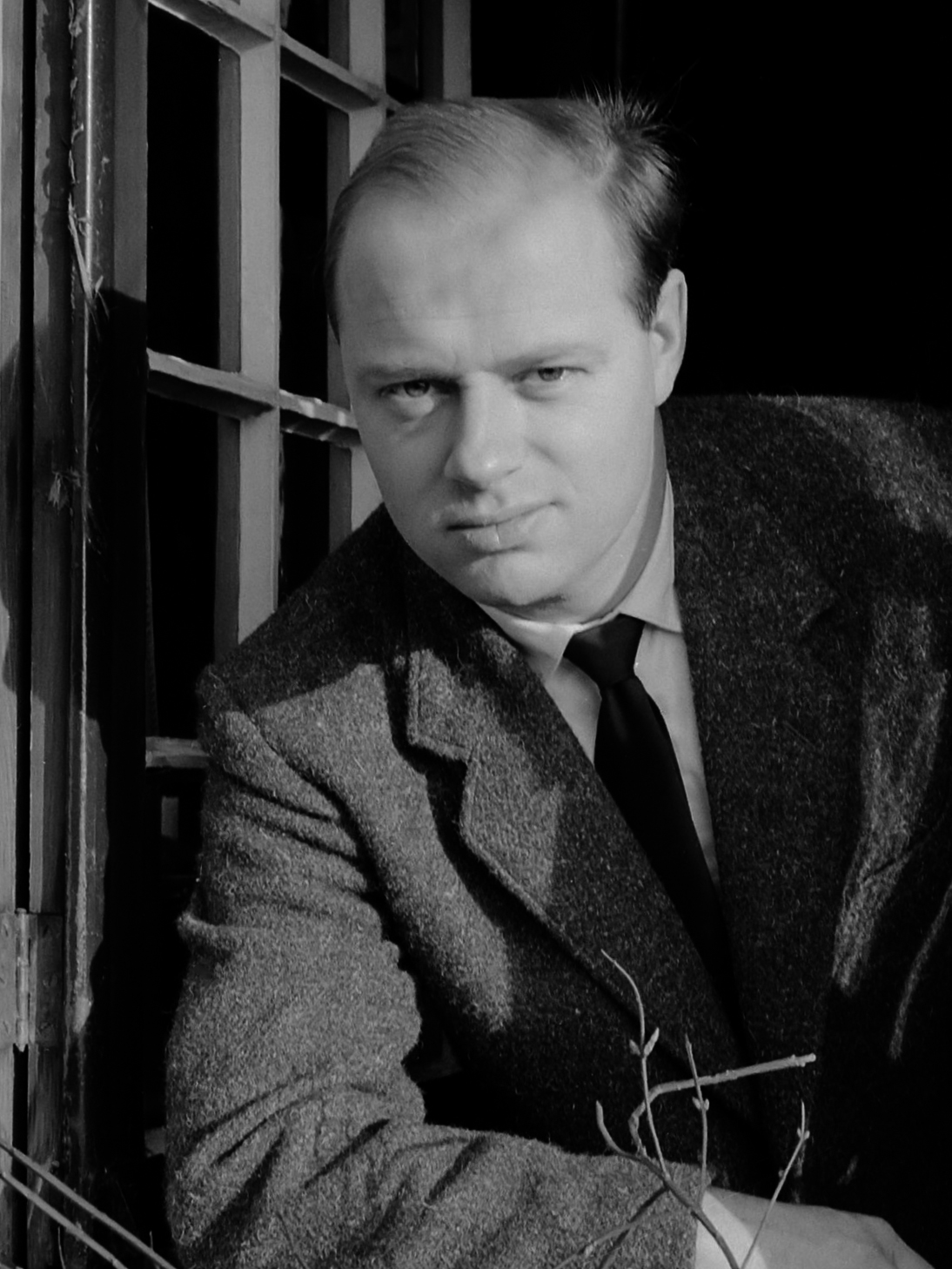
هايتينك في عام 1959

## الحياة الشخصية
كان لدى هايتنك خمسة أطفال من زواجه الأول من مارجولين سنايدر. انتهى زواجهما في أواخر سبعينيات القرن العشرين، وكان لديه زواجهان إضافيان، قصير نسبيًا ، في الثمانينيات والتسعينيات، أولاً من عازف التشيلو ثم إلى عازف كمان من Concertgebouw. تزوج من زوجته الرابعة، باتريشيا (ني بلومفيلد)، محامية وعازفة فيولا سابقة في أوركسترا دار الأوبرا الملكية، كوفنت غاردن ، في عام 1994.  كانوا يعيشون في غرب لندن.  

## الجوائز والتكريم
- فارس من نظام الفنون والآداب (فرنسا، 1972) [20]
- الفارس الفخري قائد وسام الإمبراطورية البريطانية (المملكة المتحدة، 1977) [21]
- وسام التاج ضابط (بلجيكا، 1977) [22]
- الميدالية الفخرية للفنون والعلوم من وسام بيت أورانج (هولندا، 2000)[23]
- رفيق الشرف الفخري (المملكة المتحدة، 2002)[21] [24]
- وسام أسد هولندا الهولندي قائد (هولندا، 2017) [25]

## روابط خارجية
- قائمة التسجيلات من موقع Divas الهولندي
- Bernard Haitink
- برنارد هايتينك التسجيلات من ديسكاغز.كوم
- برنارد هايتينك في قاعدة بيانات الأفلام على الإنترنت
- صفحة وكالة Askonas Holt على Bernard Haitink
- Portraits of Bernard Haitink